# Kapri
A kapri (Capparis) a keresztesvirágúak (Brassicales) rendjébe tartozó kaprifélék (Capparaceae) családjának névadó nemzetsége.

## Fajok
A lista nem teljes.
- Capparis acutifolia Sweet
- Capparis arborea (F.Muell.) Maiden
- Capparis baducca L.
- Capparis crotonantha Standl.
- Capparis cynophallophoraL.
- Capparis decidua (Forssk.) Edgew.
- Capparis discolor J.D.Smith
- Capparis elegans Mart.
- Capparis fascicularis DC.
  - Capparis fascicularis var. fascicularis
- Capparis flexuosa L.
- Capparis frondosa Jacq.
- Capparis grandis
- Capparis hastata Jacq.
- Capparis heterophylla Ruiz & Pav. ex DC.
- Capparis heyneana
- Capparis humistrata (F.Muell.) F.Muell.
- Capparis indica (L.) Druce
- Capparis incana Kunth
- Capparis lasiantha R.Br. ex DC.
- Capparis lucida (DC.) R.Br. ex Benth.
- Capparis masaikai Levl.
- Capparis micracantha DC.
- Capparis mirifica Standl.
- Capparis mitchellii Lindl.
- Capparis mollicella Standl.
- Capparis monii
- Capparis nobilis (Endl.) F.Muell. ex Benth.
- Capparis ornans F.Muell. ex Benth.
- Capparis pachyphylla Jacobs
- Capparis panamensis Iltis
- Capparis prisca J.F.Macbr.
- Capparis pyrifolia
- Capparis roxburghii
- Capparis sandwichiana DC.
- Capparis sepiaria L. (fajkomplexum)
  - Capparis sepiaria var. citrifolia (Lam.) Tölken
  - Capparis sepiaria var. subglabra (Oliv.) De Wolf
- Capparis shanesiana F.Muell.
- Capparis spinosa L. – tövises kapri
- Capparis sprucei Eichler
- Capparis thozetiana (F.Muell.) F.Muell.
- Capparis tomentosa Lam.
- Capparis uniflora Woodson
- Capparis zeylanica L.